# Вербляни (Яворівський район)
Вербля́ни — село в Україні, у Яворівській міській громаді Яворівського району Львівської області. Орган місцевого самоврядування — Яворівська міська рада. Колишній орган місцевого самоврядування — Верблянська сільська рада, якій підпорядковувалися села Вербляни, Гораєць, Дацьки, Дебрі, Калитяки, Коти, Пазиняки, Пісоцький, Хляни, Ціпівки. Від 2020 року ці села належать до Верблянського старостинського округу. Населення становить 615 осіб.

## Географія
Село Вербляни розташоване за 59 км від обласного центру, за 14 км від районного центру та адміністративного центру громади, що проходять автошляхами обласного та місцевого значення. За 10 км знаходиться найближча залізнична станція Яворів.

## Населення
У 1960-х роках в селі мешкало 530 осіб. За даними всеукраїнського перепису населення 2001 року у селі мешкало 615 осіб.

### Мова
Розподіл населення за рідною мовою за даними перепису 2001 року був наступним:
| українська | 615 | 100,00 |

## Назва
Назву «Вербляни» походить від верб, яких багато росте в цій місцевості.

## Історія
Перша письмова згадка про Вербляни припадає на 1515 рік, а саме у Пйотркуві 22 вересня 1456 року Казимир IV Ягеллончик віддає село Вербляни, що у Городоцькому повіті, Пйотрові з Шамотули, каштеляну познанському, під заставу у 200 гривень монети польської. Значить село було засноване значно раніше.
Вербляни розкинулися на північних краях старопольської посади яворівського старостату, при границі з немирівськими маєтками. За часів, коли власниками посади старостату були Собеські, важливу роль виконувала родина Калетів — верблянських мельників, які у 1643 році мали суперечку з Яковом Собеським, руським воєводою та яворівським старостою, батьком майбутнього короля, про належні їм права. Двадцять років пізніше, 6 лютого 1663 року, Ян Собеський, тодішній коронний хорунжий і яворівський староста, отримав від короля Яна Казимира згоду на заставляння Верблян Мартину та Варварі Глембоцьким. Вже як король подбав про справи Верблянської парафії східного обряду. У 1688 році Ян III жертвував лан поля чотирьом верблянським попам: Якову Ходоровичеві, Стефану Савчакові, Миколі Муцейкові та Василеві Войнарові. Ще у 1695 році король надав землю у Верблянах Барбарі та Андрію Садурським.
Мешканців Верблян не оминули воєнні події, які мали місце в половині XVII століття. Через село переходили козаки гетьмана Богдана Хмельницького. Провадив туди шлях походів татар, які 1649 року спустошили село, про що історичні документи згадують так: «внаслідок спустошення села, церкви та війтівства та спалення котрими татарами».
У другій половині XIX століття половина всіх земельних угідь належала графу Лянцкоронському. У 1918 році відбувся стихійний селянський бунт проти пана та війта. Викликані війська придушили виступ.
За радянської доби у Верблянах розташовувалася центральна садиба колгоспу «Дружба», що спеціалізувався на вирощенні зернових, технічних культур (льон, цукровий буряк), молочному тваринництві та вівчарстві. Працювали восьмирічна школа, середня школа сільської молоді, клуб, бібліотека, фельдшерсько-акушерський пункт. Також у Верблянах розташовувалося сільське споживче товариство, яке обслуговувало споживачів з сіл Верблянської, Дрогомишльської та Залузької сільських рад.

## Церква Різдва Пресвятої Богородиці
Церква розташована на рівній ділянці у східній частині села, за 130 м на захід від дороги місцевого значення P40 «Яворів—Рава-Руська».
Вперше церква у Верблянах згадується в люстрації 1515 року. У 1688 році парафія отримала ерекційну грамоту від короля Яна III Собеського. Стара дерев'яна триверха церква, збудована в середині XVI століття простояла до середини XIX століття. У 1865 році (на надпоріжнику західних дверей вирізьблено напис «Р. Б. 1865») за пароха о. Василя Волошинського на її місці збудована теперішня, теж дерев'яна церква. Звели її ті ж майстри, що й дерев'яну церкву в селі Старичі. Церква велика тризрубна, триверха, що складається з трьох наближених в плані до квадрата зрубів (зруб нави ширший), розташованих по осі схід-захід. До вівтаря з обидвох сторін прибудовані ризниці вкриті трисхилими дахами. Над входом до бабинця влаштований двосхилий дах на чотирьох дерев'яних стовпах. Бічний вхід, над яким на дерев'яних опорах встановили менший двосхилий дашок, розташований в південній стіні нави. Церкву оточує піддашшя на випустах вінців зрубів. На стінах бабинця нави висить 14 образів, які символізують стації Хресної дороги. Стіни шальовані дерев'яною вагонкою «під ромб». Церкву завершують три світлові восьмерики (над навою більший), вкриті низькими банями, які вінчають ліхтарі (над навою світловий) з маківками. Всередині церква складається з трьох частин: притвору (бабинця), головної нави та святилища. 1868 року іконостас церкви розмалював художник Антін Яблоновський. Один з трьох церковних дзвонів — з 1825 року. На північ від церкви розташована дерев'яна триярусна з підсябиттям у третьому ярусі дзвіниця, вкрита пірамідальним верхом. Ця триярусна дерев'яна дзвіниця оборонного типу накрита оригінальним шатровим (заламаним) верхом.
У 1926 році парохом був о. Йосиф Горчицький. Діяло «Братство Апостольської молитви».
З 1961 по 1989 роки церква стояла зачиненою. Під час ремонту храму у 1989 році, під керівництвом о. Федора Стеця, було вирішено прикріпити на стіни по всьому периметру церкви фанерні листи і вже на них наносити нові розписи. Наприкінці 2000-х років всі дахи помальовані в темний колір. Від 20 серпня 1991 року церква перебуває у користуванні релігійної громади Української греко-католицької церкви села Вербляни, а парохом є декан Немирівський о. Ігор Кунець.

## Меморіали, пам'ятники
- Пам'ятник «2000—ліття Різдва Христового», встановлений у 2000 році.
- Пам'ятний знак «Богородиця з Ісусом» в центрі меморіалу «Героям Небесної сотні», розташований при трасі «Рава-Руська — Яворів — Судова Вишня» (Автошлях Р 40).

## Відомі люди
- Кедринський Юліан Васильович — вояк УПА, провідник Яворівського надрайонного проводу ОУН, лицар Срібного хреста заслуги УПА. Загинув поблизу села.

## Інфраструктура

### Освіта
У селі працює одна школа — Верблянський заклад загальної середньої освіти I—III ступенів Яворівської міської ради Львівської області на 180 учнівських місць. Всі культурні заходи проходять в сільському Народному домі.
Шкільництво: історія та сучасність
Про існування парафіяльної школи у Верблянах вперше згадується у XIX столітті, коли ці землі перебували у складі Австро-Угорщини. Зрештою, існування школи в часи Речі Посполитої та її кріпосних вимог було неможливим.
У 1876 році верблянська громада будує народну школу з українською мовою навчання. Дана будівля розташовувалася поблизу церкви, на території нинішньої садиби Вахулів. Встановлюється оплата вчителя у розмірі 300 золотих ринських, надається у безоплатне користування 4 морги поля та 5 сягів дров, а також, окремо 12 золотих ринських виділялося для шкільного сторожа та 10 золотих ринських — на потреби самої школи. У той час у школі вчителював Іван Мусейкевич. Близько другої половини XIX століття його змінили Василь та Володимир Волошинські, сини пароха місцевої церкви. Один з них був директором школи, а інший вчителював у ній до пенсії. У 1912—1914 роках навчальним процесом керував Пелиньо Т. І..
У 1947 році директором школи стає Дідорчук І. В. і того ж року верблянська школа отримує статус семирічної неповної середньої школи, а 1967 року — змінила свій статус зі семирічної на восьмирічну. У 1947—1968 роках Верблянська школа розташовуватися у трьох будинках. У 1968—1971 роках директором школи був Карпінець А. І., у 1971—1974 роки — Наполов В. Б.. На початку 1970 року все навчання відбувається вже у новому приміщенні. У 1977 році за директорування Мазур С. І. Верблянська школа змінює статус з восьмирічної на середню школу. У 1986 році новим директором стає Кмицяк Е. М., яка залишається на цій посаді до 1990 року та розпочинає добудову школи. У 1990 році директором школи був призначений Кузьмин О.М., який завершив добудову приміщення школи, подбав про її нове опалення.
У 1995 році на посаду директора школи призначена Кузьмин Т. А., яка працює досі. За роки її керівництва перекрито дахи всіх шкільних приміщень, реорганізовано школу у НВК (навчально-виховний комплекс), у якому навчаються діти не лише шкільного віку, але й дошкільнята. Для  цього проведено капітальні ремонти у трьох приміщеннях для малечі. Добудовано парадний вхід, збудовано господарське приміщення, облаштовано внутрішні туалети, облаштовано комп'ютерний кабінет, проведено заміну всіх старих дерев'яних вікон на метало-пластикові, замінено двері у всіх класних приміщеннях та кабінетах, придбано нові шкільні меблі.
У 2017/2018 навчальному році у НВК «Загальноосвітня середня школа I—III ступенів — Дошкільний навчальний заклад» навчаються 212 учнів та 21 дитина дошкільного віку, працюють 30 педагогів та 12 працівників технічного персоналу. Станом на 16 грудня 2022 року тут в одинадцяти класах навчається 180 учнів та один учень у інклюзивному класі, працюють 30 педагогів та 4 працівники технічного персоналу.

### Транспорт
До Верблян нині курсує автобусний маршрут № 599 «Львів — Вербляни», який відправляється від автостанції № 4, що вул. Шевченка, 105 у місті Львові.

### Медицина
31 серпня 2021 року у селі Вербляни відкрили амбулаторію загальної практики — сімейної медицини. Населення, яке обслуговує амбулаторія, становить понад 4000 осіб, що мешкають у селах, що належать до Верблянського старостинського округу, а саме Вербляни, Гораєць, Дацьки, Дебрі, Калитяки, Коти, Пазиняки, Пісоцький, Хляни, Ціпівки. У штаті передбачено посади лікаря та двох сімейних медсестер. За потреби кількість медпрацівників буде збільшуватися. Будівництво закладу здійснили в рамках державної програми «Доступна медицина».

### Спорт
Місцевий ФК «Вербляни» виступає у першій лізі чемпіонату Яворівського району з футболу.

## Галерея

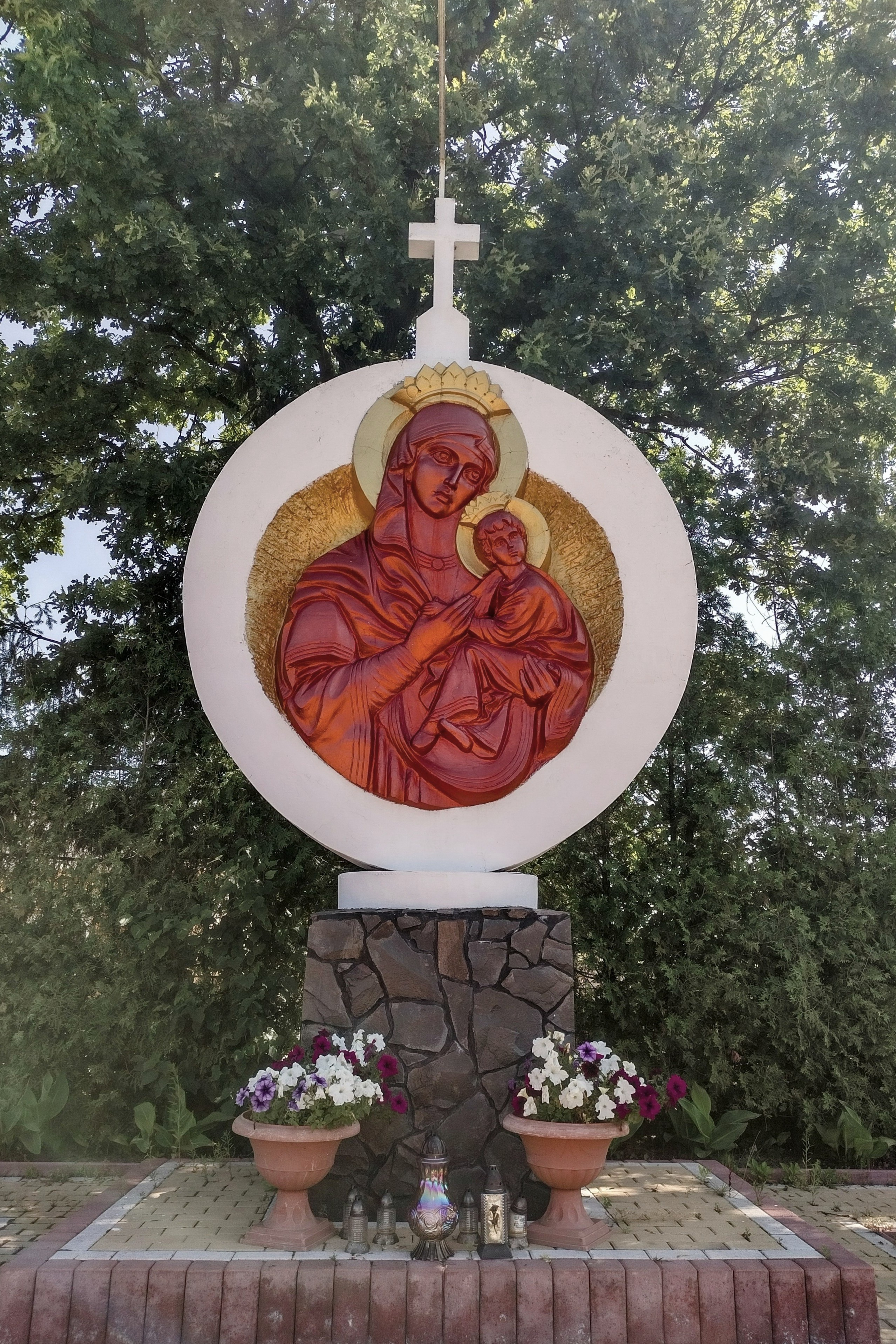
Пам'ятний знак «Богородиця з Ісусом»